# Africa Live
Africa Live est un festival organisé à Dakar (Sénégal) les 12 et 13 mars 2005 destiné à alerter la communauté internationale sur le paludisme en Afrique.
C'est également un film documentaire  "Africa Live:the Roll Bacl Malaria Concert" réalisé par Mick Csãki et Martin Meissonnier

## Description
Africa Live fut organisé par le chanteur sénégalais Youssou N'Dour, qui a composé un hymne mondial contre le paludisme qui fut interprété pour la première fois lors de ce festival.
Le festival fait partie de l’initiative « Partenariat pour Faire reculer le paludisme » (« Roll Back Malaria Partnership ») lancée en 1998 par l'Organisation mondiale de la santé (OMS), le Programme des Nations unies pour le développement (Pnud), le Fonds des nations unies pour l'enfance (Unicef) ainsi que la Banque mondiale.
Durant deux jours, le 12 et 13 mars 2005, de nombreux artistes, essentiellement africains, donnent des concerts au Stade Iba Mar Diop de Dakar d’une capacité de 40 000 spectateurs. L'événement a été documenté par plusieurs chaînes de télévision, une diffusion qui avait pour objectif d'encourager les bailleurs de fonds à soutenir la lutte contre le paludisme.
Abdoulaye Wade, président du Sénégal, et Jacques Chirac ont officiellement exprimé leur soutien à ce festival.

## Artistes présents
- Orchestra Baobab (Sénégal)
- Didier Awadi (Sénégal)
- Baaba Maal (Sénégal)
- Youssou N'Dour (Sénégal) et le Grand Orchestre du Caïre
- Ali Farka Touré (Mali)
- Tinariwen (Mali)
- Rokia Traoré (Mali)
- Salif Keïta (Mali)
- Oumou Sangaré (Mali)
- Tiken Jah Fakoly (Côte d’Ivoire)
- Manu Dibango (Cameroun)
- Seun Kuti (Nigeria)
- Tony Allen (Nigeria)
- Angélique Kidjo (Bénin)
- Awilo Longomba (République démocratique du Congo)
- Corneille (Canada, originaire du Rwanda)
- Joey Starr (France)